# Francis Huré
Francis Huré (* 5. Oktober 1916 in Abbeville; † 4. November 2021) war ein französischer Diplomat.

## Leben
Francis Huré studierte Kunst und Rechtswissenschaft an der École libre des sciences politiques.
Zu Beginn des Zweiten Weltkrieges war er Unteroffizier in Französisch-Marokko.
Nach dem Waffenstillstand von Compiègne (1940) wurde er demobilisiert und als Hilfsarbeiter im Auswärtigen Amt im Vichy-Regime eingestellt.
Dem gegenüber geriet er bald in Opposition, schloss sich der Résistance an und emigrierte über Spanien und Algier nach Moskau, wo er ab 1944 in der Vertretung des Französischen Komitees für die Nationale Befreiung beschäftigt wurde, aus welcher die Auslandsvertretung der Provisorischen Regierung unter Charles de Gaulle wurde.
Nach seiner Rückkehr nach Paris wurde er Generalsekretär am Quai d’Orsay.
1947 war er in Japan, wo Zinovi Pechkoff die französischen Verbindungsmission bei der Alliierten Besatzungsmacht leitete.
Er war auf diplomatische Missionen in Seoul und Hongkong. Er folgte als Vertreter von Charles de Gaulle Chiang Kai-shek, von Nanjing, Peking, Shanghai nach Taipeh.
1950 wurde er Botschaftsrat beim UN-Hauptquartier, wo er im UN-Treuhandrat engagiert war.
Von 1954 bis zur Sueskrise war er Botschaftsrat erster Klasse in London.
Von 22. Januar 1959 bis 29. Juni 1959 wurde er zum Geschäftsträger in Conakry in Guinea.
Auf den Vorschlag, der Union française beizutreten, hatte Ahmed Sékou Touré 1958 erklärt, sein Volk zöge die Armut in Freiheit einem Reichtum in der Sklaverei vor, und 1965 die diplomatischen Beziehungen zu Frankreich beendet.
Von 1. Juni 1965 bis 22. April 1968 war er Botschafter in Yaoundé.
Von 9. Oktober 1968 bis 25. Juli 1973 war er Botschafter in Tel Aviv.
1970 erklärte die französische Regierung, sie würde Dassault Mirage III an die Streitkräfte Libyens liefern.
Am 22. April 1973 bestellte Abba Eban Huré ins Außenministerium und erklärte ihm, dass die Ägyptischen Luftstreitkräfte 18 von den 70 Dassault Mirage III bei Almaza, östlich von Kairo, stationiert hätten.
Von 25. Juli 1973 bis 1980 war er Botschafter in Brüssel.
Francis Huré war mit der französischen Schriftstellerin und Überlebenden des KZ Ravensbrück, Jacqueline Saveria (geborene Felici), verheiratet.

## Veröffentlichungen
- Portraits de Pechkoff, Editions de Fallois 2006, ISBN 978-2877066020